# جیمز راس
جیمز راس (به انگلیسی: James Ross) سناتور سابق عضو حزب فدرالیست بود. وی در سال ۱۷۹۴ تا ۱۸۰۳ میلادی سناتور ایالت پنسیلوانیا در سنای ایالات متحده آمریکا بود.